# Дунаєв Сергій Іларіонович
Сергій Іларіонович Дунаєв (нар. 27 січня 1903, Скадовськ — пом. 26 червня 1971, Москва) — радянський офіцер, у роки німецько-радянської війни командир гвардійських стрілецьких бригади і дивізії, Герой Радянського Союзу.

## Біографія
Народився 27 січня 1903 року в селищі Скадовську Дніпровського повіту Таврійської губернії (нині місто Херсонської області, Україна) в сім'ї службовця. Отримав неповну середню освіту. Працював вантажником в портах Скадовська і Севастополя.
У листопаді 1920 року в Севастополі добровольцем вступив до лав Червоної армії. Служив переписувачем продтранспорту кавалерійської бригади в 46-ї стрілецької дивізії Південного фронту. З березня 1921 року — в органах ВЧК, секретар і старший оперативної команди пункту по боротьбі з бандитизмом при Чаплинському районному бюро Миколаївської губернської чрезвичайної комісії.
У листопаді 1922 року звільнений з ЧК. Працював головою робочого комітету та районної ради профспілок в Миколаївській і Одеській губерніях. З листопада 1926 року — в органах ОДПУ СРСР, помічник уповноваженого Одеського окружного відділу ОДПУ. Член ВКП(б) з 1928 року. З жовтня 1928 року — помічник уповноваженого 26-го Одеського прикордонного загону ОДПУ. З лютого 1933 року — старший уповноважений Одеської окружної морської прикордонної бази ОДПУ. У грудні 1933 року направлений на навчання.
1935 року закінчив Вищу прикордонну школу НКВС СРСР у Москві і з травня того ж року призначений тимчасово виконуючим обов'язки начальника Морського контрольно-пропускного пункту, а з жовтня — комендантом прикордонної ділянки Уелен Камчатського прикордонного загону. З листопада 1938 року — начальник 4-ї частини штабу 1-ї Далекосхідної залізничної бригади військ НКВС Хабаровського округу військ НКВС СРСР. З лютого 1939 року — начальник 4-ї частини штабу 6-ї дивізії військ НКВС з охорони залізниць у місті Ворошилові Приморського краю. З травня 1941 року — старший помічник начальника оперативного відділу штабу цієї дивізії. У 1941 році закінчив вечірнє відділення Військової академії РСЧА імені М. В. Фрунзе.

### Німецько-радянська війна
На початку липня 1941 року призначений начальником розвідвідділення і помічником начальника оперативного відділення штабу 256-ї стрілецької дивізії Московського військового округу (станція Софрино Ярославської області). З 27 липня 1941 року — в діючій армії. У складі 22-ї армії Західного фронту брав участь в Смоленськом оборонній битві. Потім у складі дивізії воював в 27-й армії Північно-Західного фронту, в 31-й, 30-й і в 39-й арміях Калінінського фронту. Учасник оборонного і наступального етапів битви за Москву на Калінінському напрямку, Ржевско-Вяземської наступальної операції 1942 року.
З лютого 1942 року — помічник начальника оперативного відділу, з квітня 1942 року — начальник 5-го відділу штабу 2-го гвардійського стрілецького корпусу 3-ї ударної армії Калініского фронту. З травня 1942 року — командир 1077-го стрілецького полку 8-ї гвардійської стрілецької дивізії на Калінінському фронті. З червня 1942 року — начальник штабу 4-ї гвардійської стрілецької бригади 2-го гвардійського стрілецького корпусу (Калінінський фронт). У серпні 1942 року разом з бригадою прибув на Північно-Кавказький фронт, брав участь в оборонному етапі битви за Кавказ на грозненському напрямку, в Краснодарській наступальної операції.
З липня 1943 року — командир 108-ї гвардійської стрілецької дивізії на Північно-Кавказькому, з вересня 1943 року — Південному, з листопада 1943 року — 4-му Українському, з травня 1944 року — 3-му Українському фронтах. Брав участь у визволенні Таманського півострова, в Мелітопольській, Нікопольско-Криворізькій, Одеській, Яссько-Кишинівській, Дебреценській наступальних операціях. Дивізія під його командуванням була удостоєна почесного найменування «Миколаївська» і нагороджена орденом Суворова ІІ ступеня.
В ході Будапештської наступальної операції, на посаді командир 108-ї гвардійської стрілецької дивізії (37-й стрілецький корпус, 46-а армія, 2-й Український фронт) проявив військову майстерність і відвагу. Виконуючи наказ командувача фронтом на оточення угруповання противника в Будапешті з півдня і діючи в першому ешелоні 46-ї армії, дивізія під його командуванням в ніч з 4 на 5 грудня 1944 року під шквальним вогнем ворога форсувала Дунай в районі міста Ерчі (за 20 кілометрів на південний захід від Будапешта), висадилася на західному березі і в багатогодинному нічному бою захопила плацдарм протяжністю по фронту в 8 кілометрів і в глибину до 4-х кілометрів. Не даючи противнику часу зібрати сили, дивізія продовжила наступ і протягом 5 грудня 1944 року в результаті запеклого штурму оволоділа містом і важливим вузлом опору Ерчі. 6 і 7 грудня 1944 року по дивізії було завдано удару свіжою німецькою танковою дивізією, що мала завдання скинути її в Дунай. Воїни дивізії витримали цей удар, завдали ворогові великих втрат у танках, і в ході контратак зайняли ще 2 великих укріплених пункта. На кінець третього дня битви плацдарм був розширений до 12 кілометрів на глибину. Втрати противника склали до 800 убитих і поранених солдатів і офіцерів, 80 полонених, знищено 13 танків, захоплені 9 шестиствольних мінометів, в Ерчі захоплені 11 паровозів, до 700 вагонів, 14 автомашин.
За зразкове виконання бойових завдань командування на фронті боротьби з німецькими загарбниками і проявлені при цьому відвагу і геройство указом Президії Верховної Ради СРСР від 28 квітня 1945 року гвардії полковнику Дунаєву Сергію Іларіоновичу присвоєно звання Героя Радянського Союзу з врученням ордена Леніна (№ 38828) і медалі «Золота Зірка» (№ 7295).
Надалі брав участь в ліквідації Будапештської угруповання німецько-угорських військ. У березні 1945 року відкликаний з фронту на навчання.

### Повоєнні роки
У січні 1946 року закінчив прискорений курс Вищої військової академії імені К. Є. Ворошилова. З того ж року викладав на кафедрі загальної тактики, з лютого 1947 року — старший викладач і тактичний керівник навчальної групи курсів удосконалення командирів стрілецьких дивізій при академії, з березня 1950 року — старший викладач кафедри загальної тактики, з листопада 1952 року — начальник курсу на факультеті заочного навчання Військової академії імені М. В. Фрунзе. З жовтня 1955 року в запасі. Жив у Москві. Помер 26 червня 1971 року. Похований на Введенському кладовищі Москви (ділянка № 7).

## Відзнаки
Нагороджений:
- орденами: двома Леніна (28 квітня 1945, 15 листопада 1950), трьома Червоного Прапора (30 листопада 1944, 5 листопада 1950, …), Кутузова 2-го ступеня (13 вересня 1944), Вітчизняної війни 2-го ступеня (1944), Червоної Зірки (4 лютого 1943);
- медалями «За оборону Кавказу», «За взяття Будапешта», «За перемогу над Німеччиною».

## Вшанування пам'яті
Ім'ям Героя названі вулиці в містах Одесі, Миколаєві, Скадовську.